# Масонство в прошлом и настоящем
«Масонство в прошлом и настоящем» — книга итальянского исследователя масонства Микеле Морамарко из Милана. Книга о духовной сущности масонства, его истоках простирающихся в глубь веков, о его философской системе и аллегорическом отображении в символах и наставлениях. Представлены новые исторические ракурсы и неразгаданные тайны. Издание изобилует новыми подробностями в биографиях известных масонов.

## Издание
Книга была опубликована в московском издательстве «Прогресс» в 1990 году. Перевод с итальянского кандидата исторических наук В. П. Гайдука. Вступительная статья и общая редакция доктора исторических наук В. И. Уколовой. Редактор В. Д. Гапанович.

### Характеристики
Издательство: «Прогресс»
Год: 1990
Тип обложки: Твёрдый переплёт
Страниц: 304
Тираж: 30000 экз.
ISBN 5-0100-2055-6

## Содержание
Книга состоит из 16 глав, каждая из которых рассказывает об одной из многочисленных сторон масонства. В ходе повествования раскрываются история и символизм масонства, уставы по новому открываются неискушённому в масонстве читателю, давая представление о отличиях и направлениях в масонстве. Биографии многих известных людей, которые были масонами, сопровождены новыми подробностями ранее не представленными читающей общественности. Дана более чем исчерпывающая подборка ссылок на архивные материалы.

### Оглавление
Под сенью королевской арки
Введение
Храм — Отражение всемирности
Инициация
Симвология как священодейство
Очарование первых шагов
Из истории масонства
Ученик и подмастерье
Тема смерти и воскресения. Степень мастера
Древний шотландский общепринятый обряд
Обряд королевской арки
Масонство в Италии и в сегодняшнем мире
Масонство, общество, политика и культура
Масонство и закат западной культуры
Биографии масонов
Библиография